# Bataille de Durrës (1939)
 (juillet 2020).
Si vous disposez d'ouvrages ou d'articles de référence ou si vous connaissez des sites web de qualité traitant du thème abordé ici, merci de compléter l'article en donnant les références utiles à sa vérifiabilité et en les liant à la section « Notes et références ».
Pour les articles homonymes, voir Bataille de Durrës.
Seconde Guerre mondiale
Batailles
- Invasion de l'Albanie
- Guerre italo-grecque
- Invasion de la Yougoslavie
- Opération Châtiment
- Bataille de Grèce
- Opération Abstention
- Bataille de Crète
- Campagne de la mer Noire

La bataille de Durrës s'inscrit dans la campagne des Balkans au cours de la Seconde Guerre mondiale. Le 7 avril 1939, l'armée italienne débarque dans le port albanais de Durrës. Elle ne rencontra aucune résistance. Il n'y avait que le courageux sergent de la Marine Mujo Ulqinaku, avec une mitrailleuse et cinq de ses amis. À Durrës, il n'y avait pas de soldats mais uniquement des gendarmes sans commandant. En deux heures la ville était occupée, et le lendemain matin, ce fut le tour de Tirana, la capitale. Le Roi Zog s’étant enfui en Grèce.

## Italie
Les forces armées italiennes ont engagé 20 000 hommes sous le commandement du général Alfredo Guzzoni pour l'invasion de l'Albanie. L'une des trois forces principales était placée sous le commandement du général Giovanni Messe et devait être débarquée à Durrës. Elle se composait de deux bataillons du 3e régiment de grenadiers de Sardaigne, d'un bataillon du 47e régiment d'infanterie, de cinq bataillons Bersaglieri (deux appartenant au 2e régiment Bersaglieri et un des 3e, 7e et 11e régiments Bersaglieri), deux des bataillons de L3/35, une batterie de 65/17 mm et une batterie anti-aérienne 20/65, tous sous le commandement du général Giovanni Messe. Les troupes terrestres étaient transportées par dix navires de transport de troupes: Adriatico, Argentario, Barletta, Palatino, Toscana et Valsavoia, le navire de réparation Quarnaro, le porte-hydravion Giuseppe Miraglia, utilisé pour transporter des chenillettes et chars, et les navires citernes Adige et Tirso, qui pourraient également fonctionner comme navires de débarquement. Le débarquement a été soutenu par une force navale commandée par l'amiral Ettore Sportiello et composée des croiseurs lourds Zara, Pola, Fiume et Gorizia, les destroyers Alfieri, Oriani, Gioberti, et Carducci, et les bateaux torpilleurs Lupo, Lince, Balance et Lira.

## Albanie
De la part des Albanais, il n'y avait aucune disposition de défense et pas de troupes, uniquement quelques gendarmes dépourvus de leur commandant ainsi qu'un officier réserviste analphabète absent de la ville lors des opérations. Les mensonges fournis étaient volontaires, pour justifier l'échec total d'une résistance armée à l'occupation italienne. Abaz Kupt n'était pas un colonel mais un simple major réserviste, ignorant et analphabète, qui n'eut guère le temps de tirer un coup de fusil, et s'enfuit en nageant dans le marécage de Durrës, par peur d'être fait prisonnier par les italiens. En ce moment crucial, c'était le sergent de marine, Mujo Ulqinaku, qui fit une brève résistance avec une mitrailleuse, sacrifiant sa jeune vie en défense de la Patrie. Cependant, au moment de l'invasion italienne, la résistance a été réduite à une mitrailleuse obsolète, puisqu'il n'existait aucun autre moyen. Les batteries ont été préalablement réduites au silence.

## Déroulement de la bataille
Cette bataille, aussi appelée bataille de Durrës, n'a pas réellement eu lieu. Le seul combat à citer est celui du sergent de la marine, Mujo Ulqinaku, qui se trouvait dans le port, et qui a vu les navires de guerre italiens arriver. Il s'empara de la mitrailleuse située dans la fortification médiévale.
Une histoire connue par tous les Albanais, qui chantent à la gloire de Mujo Uqinaku, le seul Héros de la Patrie et de la Nation Albanaise à avoir résisté dignement face aux Italiens. En conclusion, la bataille de Durrës, ne s'est jamais déroulée. Mise à part le sacrifice de Mujo Ulqinaku, il n'y a eu rien d'autre ni combats, ni bombardements, ni destructions. En deux heures la ville était occupée. Le lendemain, le 8 avril, les troupes italiennes, sans rencontrer aucune résistance occupent la capitale Tirana. Le Roi Zog s'était enfui en Grèce, c'est la fin de la monarchie albanaise. (Gjenerali Prenk Pervizi ne shtypin shqiptar, Bruxelles, 2009).
Le sergent de la Marine Royale albanaise Mujo Ulqinaku obtient également à titre posthume la médaille Héros du peuple d'Albanie, la plus haute distinction militaire albanaise. Puis, après la chute de la dictature communiste, il est proclamé Héros National de la Nation Albanaise.

## Controverse et propagande
Il n'y a eu aucune bataille et aucune perte du côté des Albanais, à part le sergent Mujo Ulqinaku et ses cinq amis. Les renseignements donnés ici, ne correspondent en rien de vrai. Il reste seulement le combat sporadique de Mujo Ulqinaku.
(Davide Conti, L'occupazione italiana dei Balcani. Crimini di guerra e mito della «brava gente» (1940-1943), Roma, Odradek, 2008,  (ISBN 978-88-86973-92-2)).
(Mojkom Zego, Mujo Ulqinaku, Tirana, 8 Nëntori, 1980).